# Elmyr de Hory
Elmyr de Hory (eigentlich Elemér Hoffmann, * 14. April 1906 in Budapest; † 11. Dezember 1976 auf Ibiza) war ein ungarischer Maler und Kunstfälscher. Er rühmte sich am Ende seiner „Karriere“ damit, weltweit mehrere tausend Fälschungen verkauft zu haben. Seine Fälschungen haben tatsächlich inzwischen eigenständigen Ruhm erlangt.

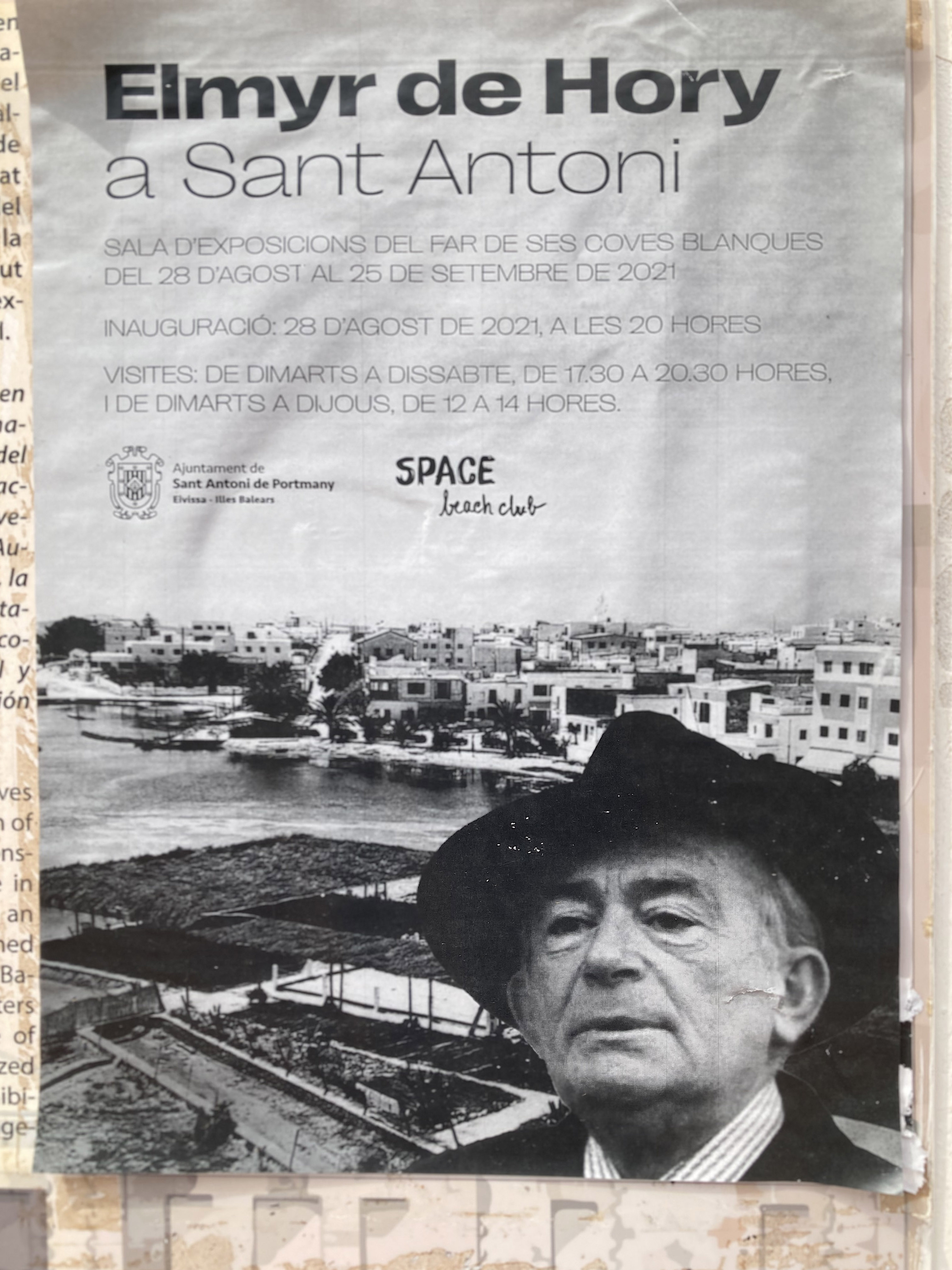
Plakat zu einer Ausstellung mit gefälschten Werken von Elmyr

## Lebensgeschichte
Die umfangreichsten Informationen über seine Lebensgeschichte wurden durch den amerikanischen Buchautor Clifford Irving überliefert, der die erste Biographie de Horys geschrieben hat. Irving wiederum wurde bekannt durch die Fälschung einer Autobiografie des exzentrischen Milliardärs Howard Hughes. Aus diesem Grunde, aber auch, weil sich de Hory nach seiner Entdeckung als Fälscher eine möglichst schillernde Biographie geben wollte, darf die Richtigkeit der Schilderungen de Horys zu seinem Leben zumindest in Teilen angezweifelt werden.

### Die Zeit bis 1945
Nach de Horys eigenen Angaben wurde er als Elmyr Dory-Boutin geboren. Tatsächlich werden de Hory mehr als sechzig Namen zugeschrieben. Sein Vater sei ein österreich-ungarischer Diplomat gewesen, seine Mutter entstamme einer Familie von Bankiers. Seine Eltern, so de Hory, hätten ihn der Obhut wechselnder Gouvernanten überlassen. Als er sechzehn Jahre alt war, hätten sie sich scheiden lassen. Wahrscheinlicher ist jedoch eine kleinbürgerliche Herkunft de Horys. De Hory zog den eigenen Angaben zufolge nach Budapest, um dort ein Studium zu beginnen. Mit 18 wechselte er demnach an die Malschule von Moritz Heymann in München, um dort klassische Malerei zu studieren. 1926 habe er sich weiter an der Académie de la Grande Chaumière in Paris immatrikuliert, wo er seine Studien unter Fernand Léger vervollständigt haben will. De Hory gibt an, sich in dieser Zeit an einen luxuriösen Lebensstil gewöhnt zu haben. Gelegentlich besuchte er den eigenen Angaben zufolge für kurze Zeit sein Heimatland. Schließlich habe er sich mit einem britischen Journalisten befreundet, was ihm angeblich einen Gefängnisaufenthalt als politischer Gefangener eintrug, denn jener Journalist sei wegen Spionage gesucht worden. De Hory habe aber das Wohlwollen des Gefängnisdirektors erringen können, indem er ihn porträtiert habe. Während des Zweiten Weltkrieges sei de Hory dann entlassen worden, ein Jahr später wiederum als Jude und Homosexueller in ein deutsches Konzentrationslager eingesperrt worden, wo er schwer misshandelt und schließlich in ein Berliner Gefängniskrankenhaus [sic!] eingeliefert worden sei. Von dort sei er ausgebrochen und nach Ungarn [sic!] entkommen. Zurück in der Heimat habe er feststellen müssen, dass seine Eltern ermordet und deren Besitz beschlagnahmt worden seien. Mit dem wenigen Geld, das ihm demzufolge verblieben war, habe er sich nach Frankreich [sic!] durchgeschlagen, wo er seinen Lebensunterhalt durch Malerei zu verdienen hoffte.

### Die Zeit von 1946 bis 1959
Im Jahr 1946 begann nach de Horys eigenen Angaben die Karriere als Fälscher, als er einem britischen Bekannten eine von ihm gemalte Reproduktion eines Picassos, das er als Original ausgab, verkauft habe. Kurz darauf begann er demzufolge, weitere Picasso-Fälschungen an verschiedene Kunstgalerien für umgerechnet 100 bis 400 US$ pro Bild zu verkaufen. Im selben Jahr begründete er eine Partnerschaft mit Jacques Chamberlin, der sein Kunsthändler wurde. Gemeinsam bereisten sie Europa und verkauften de Horys Fälschungen, bis de Hory auffiel, dass Chamberlin den Großteil der Einnahmen für sich behielt, obwohl sie vereinbart hatten, die Gelder gleichmäßig aufzuteilen. Daraufhin beendete de Hory die Partnerschaft und reiste alleine weiter. 1947 besuchte de Hory die USA mit einem drei Monate gültigen Touristenvisum. Dort entschloss er sich, zu bleiben und das Land zu bereisen.
Immer wieder habe de Hory versucht, eigene Kunstwerke anstelle von Fälschungen zu verkaufen, doch er fand keine Käufer. So erweiterte er die Palette der von ihm gefälschten Künstler um diverse Berühmtheiten, darunter Matisse, Modigliani und Renoir. Zusätzlich begann er, seine Werke nur noch durch Briefkontakte zu verkaufen; dabei benutzte er eine Reihe von verschiedenen Decknamen wie Louis Cassou, Joseph Dory, Joseph Dory-Boutin, Elmyr Herzog, Elmyr Hoffman und E. Raynal.
In den 1950er Jahren ließ sich de Hory in Miami nieder, von wo aus er weiterhin per Briefpostversand seine Fälschungen verkaufte. 1955 verkaufte er eine seiner Matisse-Fälschungen an das Fogg Art Museum. Doch dort wurde das Bild als Fälschung erkannt und eine Untersuchung eingeleitet.
Im selben Jahr entlarvte auch der in Chicago ansässige Kunsthändler Joseph W. Faulkner einige der Bilder, die de Hory ihm verkauft hatte, als Fälschungen. Er sorgte für eine Anklage durch die Bundesbehörden. De Hory floh daraufhin nach Mexiko-Stadt, wurde dort aufgrund fadenscheiniger Verdächtigungen, den Mord an einem britischen Homosexuellen begangen zu haben, kurzzeitig verhaftet. Als die Polizei ihm Gelder abnötigen wollte, beauftragte de Hory zu seiner Verteidigung unter kostspieligen Aufwendungen einen Anwalt (den er angeblich auch mit einer seiner Fälschungen bezahlte), anschließend kehrte er in die Vereinigten Staaten zurück.
Während seines neuerlichen Aufenthaltes stellte de Hory fest, dass mittlerweile einige Kunstgalerien seine Fälschungen zu signifikant höheren Preisen verkauften bzw. anboten. Zudem schien ihm inzwischen seine persönliche Handschrift in den Fälschungen erkennbar zu sein. So verlegte sich de Hory auf das Fälschen von Lithographien, die er ohne Zwischenhändler verkaufte. Doch es stellte sich bei de Hory eine seelische Depression ein, die in einem – letztlich erfolglosen – Selbstmordversuch mit Schlaftabletten in Washington, D.C. gegipfelt haben soll. Nach seiner Genesung kehrte er nach Miami zurück.
Dort traf er im Sommer 1958 auf den sehr viel jüngeren Fernand Legros, ein in Ägypten geborener Franzose, der durch Heirat die US-amerikanische Staatsbürgerschaft besaß. Legros, eine schillernde Persönlichkeit und wie de Hory homosexuell, wurde sein nächster Kunsthändler, der für den Verkauf von de Horys Bildern eine Gewinnmarge von 40 % erhielt. Erneut bereiste de Hory die USA, diesmal zusammen mit Legros. Gemeinsam lernten sie den jugendlichen Kanadier Réal Lessard kennen, der ein Verhältnis mit Fernand Legros einging und in den sich auch Elmyr de Hory verliebt haben dürfte.

Als Legros seine Gewinnmarge auf 50 % steigern wollte, entstand ein Streit zwischen de Hory und Legros, der wahrscheinlich auch von der komplizierten Dreiecksbeziehung der Männer befeuert wurde, und de Hory kündigte diese Partnerschaft zunächst wieder auf. Er versuchte 1959 nach Europa zurückzukehren. In Paris traf er erneut auf Legros und erzählte ihm, dass einige seiner Arbeiten in New York verblieben wären. Legros bemächtigte sich daraufhin der Bilder und verkaufte sie auf eigene Rechnung; sein Ansehen als Kunsthändler stieg dadurch enorm. Ein Jahr später hatte Legros einen florierenden Kunsthandel aufgebaut, der auch für de Hory attraktiv war, weshalb er sich geschäftlich wieder mit ihm verband. Legros und Lessard sollen de Hory jeden Monat mit 400 US$ alimentiert und als Gegenleistung sowie für einen Anteil am Erlös seine Bilder verkauft haben.

### Die Zeit ab 1959
Dem mehrfach Geflüchteten de Hory baute Legros ein Haus auf Ibiza, wo de Hory ab 1962 lebte. Doch nach und nach wurden immer mehr Kunstexperten auf seine Fälschungen aufmerksam. Interpol kam auf die Spur von Legros und Lessard. Um die Spuren zu verwischen, verschwand de Hory für ein Jahr nach Australien; von dort kehrte er jedoch bereits 1965 zurück. Im Jahr darauf verkaufte Legros 56 Gemälde an einen texanischen Ölmagnaten, den Präsidenten und Hauptaktionär der American Oil Company (AMOCO), Algur Hurtle Meadows, der die anschließende Entlarvung, dass 32 dieser Bilder Fälschungen waren, nicht still hinnahm und in Frankreich Anzeige erstattete.
Legros wurde verklagt, woraufhin Legros de Hory aus dem Haus auf Ibiza warf, kurz darauf wurden Legros und Lassard festgenommen. De Hory, der sich zwischenzeitlich auf das spanische Festland zurückgezogen hatte, entschied sich, nach Ibiza zurückzukehren, doch im August 1968 wurde er durch ein spanisches Gericht aufgrund seiner Homosexualität (und weniger wegen krimineller Machenschaften, die inzwischen mit ihm in Verbindung gebracht wurden) zu zwei Monaten Gefängnis verurteilt. Im Oktober 1968 wurde er in Palma entlassen und verließ erneut Ibiza.
Aber ein Jahr später kehrte de Hory zurück. Inzwischen war er zu einer Berühmtheit aufgestiegen. Er erzählte seine Geschichte Clifford Irving, der sie als Buch veröffentlichte, er trat im Fernsehen auf und stand für Orson Welles für dessen Film „F wie Fälschung“ vor der Kamera. Noch einmal versuchte es de Hory mit der Malerei, doch diesmal nutzte er seinen neu gewonnenen Ruhm und verkaufte mit einigem Erfolg einige als Elmyr de Hory signierte Werke. Doch sein Ruhm schlug nun auf ihn zurück: Die französischen Behörden wollten seine Auslieferung wegen seiner Fälschertätigkeiten erwirken und ihn somit von „seiner“ Insel verbannen.
Am 11. Dezember 1976 wurde de Hory tot in seiner Wohnung aufgefunden. Er hatte eine Überdosis Schlaftabletten eingenommen, nachdem spanische Richter einem mehrfach abgelehnten französischen Auslieferungsantrag nun doch stattgeben wollten. Einige seiner Freunde setzten die Vermutung in Umlauf, dass dieser Selbstmord vorgetäuscht gewesen sei, um so die Auslieferung zu verhindern.
Nach seinem Tod stiegen de Horys Gemälde stark im Wert und wurden zu gefragten Sammlerstücken. Inzwischen sind sie derart wertvoll, dass gefälschte de Horys im Umlauf sind.

## Film
- Dimitri Pailhe: Elmyr de Hory – Der Jahrhundertfälscher, Arte, Frankreich 2015